# Ferrovia Tenryū Hamanako
La Ferrovia Tenryū Hamanako (天竜浜名湖鉄道?, Tenryū Hamanako Tetsudō), chiamata anche Tenhama (天浜?), è una compagnia ferroviaria giapponese con sede nella città di Hamamatsu, prefettura di Shizuoka. Prende il nome dal fiume Tenryū e dal lago Hamana.
Istituita con gli investimenti della Prefettura di Shizuoka e dei governi locali lungo il percorso, gestisce la linea Tenryū Hamanako, una linea ferroviaria che corre lungo la sponda settentrionale del lago Hamana nella regione Enshū.

## Storia
Nel giugno 1984, il Ministero dei trasporti pubblicò un piano di ristrutturazione per le Ferrovie Nazionali Giapponesi, fortemente indebitate. Tra le altre cose, prevedeva di chiudere a medio termine la linea Futamata (二俣線?, Futamata-sen) da Kakegawa a Shinjohara, completata nel 1940, a causa della redditività insufficiente. C'è stata resistenza a questa misura nella regione colpita. La Ferrovia Tenryū Hamanako è stata fondata il 18 agosto 1986 sotto la guida della prefettura di Shizuoka e della città di Hamamatsu. Questa rilevò la linea ferroviaria il 15 marzo 1987, due settimane prima che la ferrovia statale fosse privatizzata, e la ribattezzò Linea Tenryū Hamanako.
Il 13 maggio 2019 è stato firmato un accordo con la ferrovia Sanriku per la rivitalizzazione regionale e la risposta alle catastrofi.

## Linee ferroviarie
La compagnia gestisce una sola linea.
- Linea Tenryū Hamanako (天竜浜名湖線?): Kakegawa - Shinjohara (67,7 km, 39 stazioni)

## Materiale rotabile
- Serie TH2100
- Serie TH9200

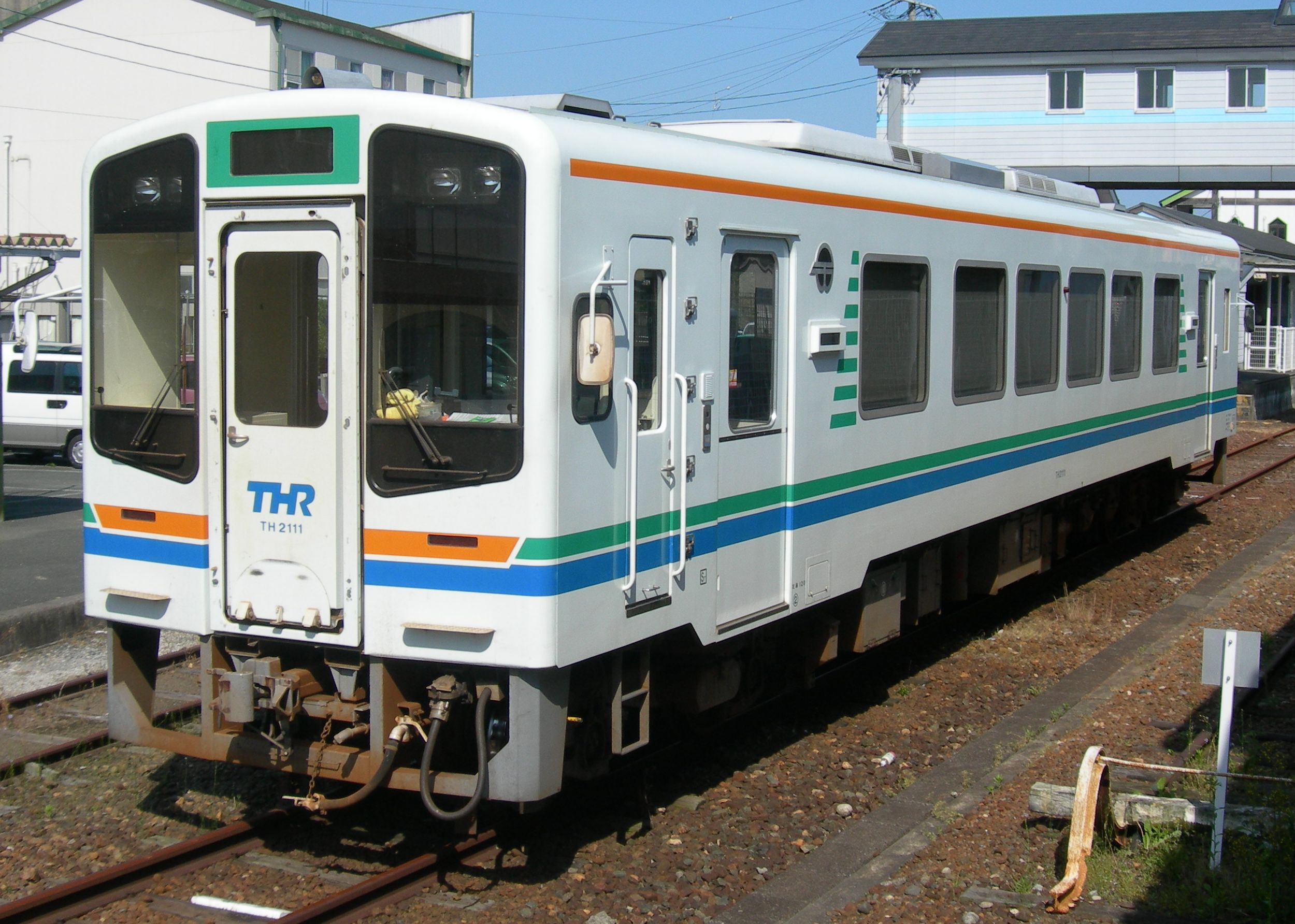
TH2100
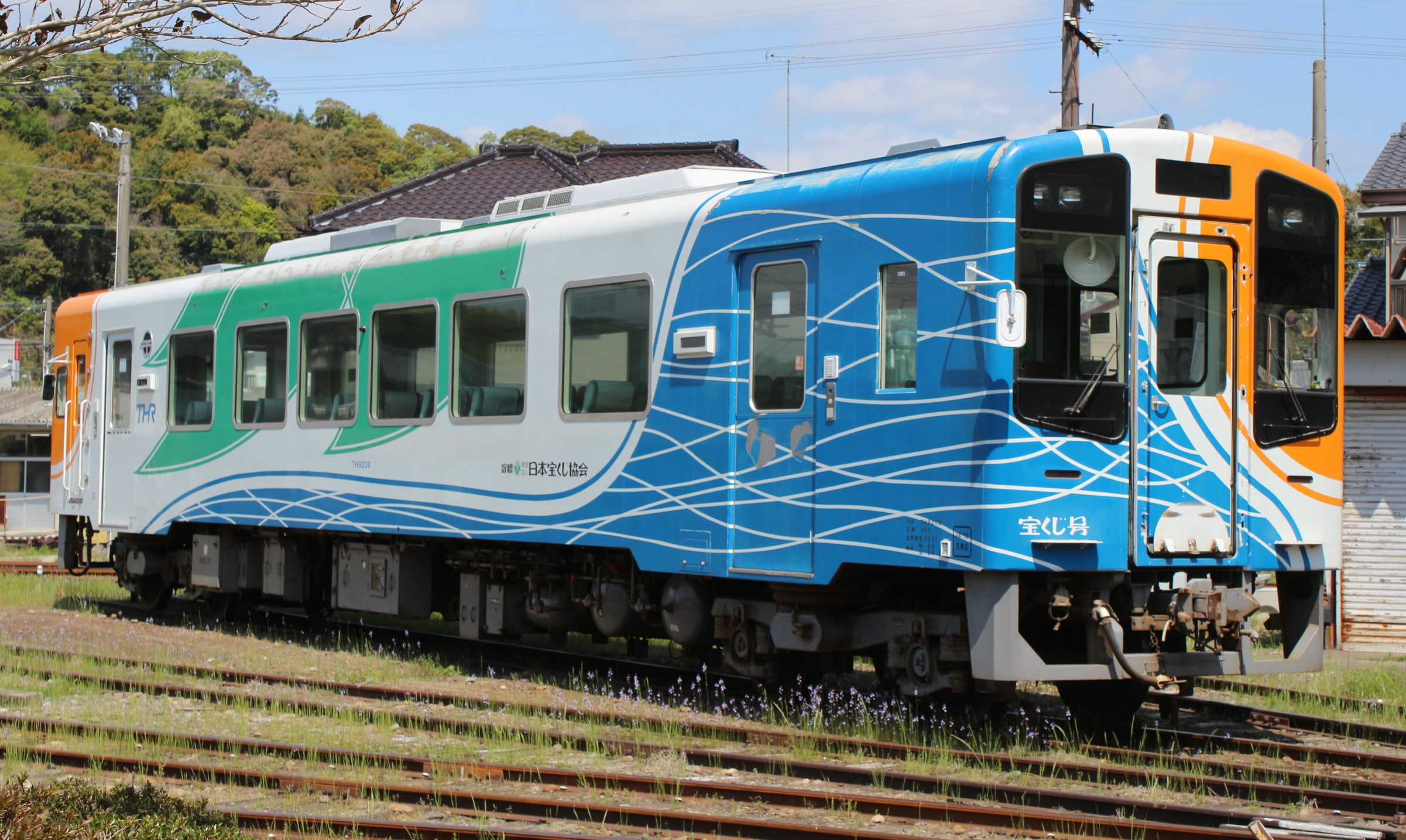
TH9200